# Paragehyra felicitae
Espèce
Paragehyra felicitae est une espèce de geckos de la famille des Gekkonidae.

## Répartition
Cette espèce est endémique de la province de Fianarantsoa à Madagascar.

## Étymologie
Cette espèce est nommée en l'honneur de Felicity O'Malley.

## Publication originale
- Crottini, Harris, Miralles, Glaw, Jenkins, Randrianantoandro, Bauer & Vences, 2014 : Morphology and Molecules reveal Two New Species of the poorly studied Gecko Genus Paragehyra (Squamata: Gekkonidae) from Madagascar. Organisms Diversity & Evolution, vol. 15, p. 175–198.